# جيمس فورستر (سياسي)
جيمس فورستر (بالإنجليزية: James Forrester)‏ هو سياسي أمريكي، ولد في 8 يناير 1937، وتوفي في 31 أكتوبر 2011. حزبياً، نشط في الحزب الجمهوري. وقد انتخب عضو مجلس ولاية كارولاينا الشمالية.